# La Décade prodigieuse
Pour plus de détails, voir Fiche technique et Distribution.
La Décade prodigieuse est un film franco-italien réalisé par Claude Chabrol, sorti en 1971.

## Synopsis
Théo van Horn est le patriarche de la famille van Horn. C'est un être tyrannique, orgueilleux, qui fait subir ses colères et ses caprices imprévisibles à ses proches. Son fils, Charles, doit lui rendre visite. Il demande à son ancien professeur d'université, Paul Régis, de bien vouloir l'accompagner. Charles a une liaison amoureuse cachée avec Hélène, la femme de Théo van Horn. Charles est victime d'un maître-chanteur qui menace de dévoiler cette histoire. Il vole de l'argent à son père pour le faire taire.

## Fiche technique
- Titre original : La Décade prodigieuse
- Réalisation : Claude Chabrol
- Scénario : Paul Gégauff, Eugene Archer et Paul Gardner d'après le roman noir « Ten Days' Wonder » (La décade prodigieuse) d'Ellery Queen (1948)
- Direction artistique : Guy Littaye
- Décors : Guy Maugin
- Costumes: Karl Lagerfeld
- Photographie : Jean Rabier
- Montage : Jacques Gaillard
- Musique : Pierre Jansen ; orchestre dirigé par André Girard
- Son : Guy Chichignoud
- Production : André Génovès
- Sociétés de production :  Les Films de La Boétie,  Euro International Film
- Société de distribution : ParaFrance
- Pays de production :  France,  Italie
- Langue originale : anglais
- Format : couleur (Eastmancolor) — 35 mm — 1,85:1 — son mono
- Genre : drame
- Durée : 110 minutes
- Date de sortie :
  - France : 1er décembre 1971

## Distribution
- Orson Welles (V. F. : Georges Aminel) : Théo van Horn
- Anthony Perkins (V. F. : Philippe Nicaud) : Charles van Horn
- Marlène Jobert : Hélène van Horn
- Michel Piccoli : Paul Régis
- Guido Alberti : Ludovic van Horn
- Tsilla Chelton : la mère de Théo
- Giovanni Sciuto : le prêteur
- Ermanno Casanova : le vieil homme borgne
- Vittorio Sanipoli : le commissaire
- Éric Frisdal : Charles enfant
- Aline Mantovani : Hélène enfant
- Fabienne Gaugloff : la fillette dans le train
- Corinne Koeningswarter : Hélène enfant
- Dominique Zardi
- Mathilde Ceccarelli : la réceptionniste

## Tournage
Le film a été tourné en Alsace :
- Château de la Leonardsau, à Boersch[1]
- Colmar
- Strasbourg

## Anecdotes et appréciations
Bien que filmé en France par une équipe essentiellement française, le film fut intégralement tourné en langue anglaise. Orson Welles est doublé en français par Georges Aminel et Anthony Perkins par Philippe Nicaud, malgré sa relative maîtrise de la langue, prouvée dans Une ravissante idiote (1963).
Le film sera exploité en pays anglophones sous le titre Ten Days' Wonder, du  roman noir américain d'Ellery Queen, traduit en français en 1950 sous le titre La décade prodigieuse (Stock) que le scénario adapte au cinéma, après une réédition en 1969.
La critique considéra le film comme un échec. « Quant à Claude Chabrol, c'est avec consternation qu'on l'a vu sombrer avec sa Décade prodigieuse », résumera le Journal de l'année. Sorti pour les fêtes de fin d'année, il atteint tout de même 700 000 entrées en France, peu en dessous de la moyenne des films de l'auteur.
Claude Chabrol citait souvent ce film comme étant celui qu'il a complètement raté, par « excès d'ambition » précise-t-il. Dans un épisode de la série de bande dessinée Rubrique-à-brac, Marcel Gotlib en réalisa une critique illustrée, se moquant plus particulièrement du faux nez d'Orson Welles. Plus tard, Claude Chabrol admettra lui-même avoir en quelque sorte « sacrifié » son film à cette coquetterie d'acteur.